# منطقه تل ابیض
منطقه تل ابیض (به عربی: منطقة تل أبیض) یک منطقه در سوریه است که در استان رقه واقع شده‌است. منطقه تل ابیض ۱۲۹٬۷۱۴ نفر جمعیت دارد.